# Кобден (Міннесота)
Кобден (англ. Cobden) — місто (англ. city) в США, в окрузі Браун штату Міннесота. Населення — 36 осіб (2010).

## Географія
Кобден розташований за координатами 44°16′57″ пн. ш. 94°50′48″ зх. д. / 44.28250° пн. ш. 94.84667° зх. д. (44.282524, -94.846531).  За даними Бюро перепису населення США в 2010 році місто мало площу 2,48 км², уся площа — суходіл.

## Демографія
Згідно з переписом 2010 року, у місті мешкало 36 осіб у 18 домогосподарствах у складі 7 родин. Густота населення становила 15 осіб/км².  Було 20 помешкань (8/км²).
Расовий склад населення:
| - 91,7 % — білих - 2,8 % — корінних американців |

До двох чи більше рас належало 5,6 %. Частка іспаномовних становила 11,1 % від усіх жителів.
За віковим діапазоном населення розподілялося таким чином: 19,4 % — особи молодші 18 років, 69,5 % — особи у віці 18—64 років, 11,1 % — особи у віці 65 років та старші. Медіана віку мешканця становила 45,5 року. На 100 осіб жіночої статі у місті припадало 176,9 чоловіків;  на 100 жінок у віці від 18 років та старших — 141,7 чоловіків також старших 18 років.
Середній дохід на одне домашнє господарство  становив 34 450 доларів США (медіана — 26 250), а середній дохід на одну сім'ю — 33 486 доларів (медіана — 36 250). 
Цивільне працевлаштоване населення становило 12 особи. Основні галузі зайнятості: виробництво — 50,0 %, освіта, охорона здоров'я та соціальна допомога — 33,3 %, роздрібна торгівля — 16,7 %.